# Logaritmo natural
En matemáticas, se denomina Logaritmo Natural al logaritmo cuya base es el número e, un número irracional cuyo valor aproximado es {\displaystyle 2.718281828459}. El logaritmo natural suele denotarse por {\displaystyle \ln(x)} o como {\displaystyle \log _{e}(x)}, y en algunos casos, si la base {\displaystyle e} está implícita, como {\displaystyle \log(x)}.
El logaritmo natural de un número {\displaystyle x} es la potencia a la cual el número {\displaystyle e} debe ser elevado para ser igual a {\displaystyle x}. Por ejemplo, {\displaystyle \ln(7.5)} es {\displaystyle 2.0149\dots } pues {\displaystyle e^{2.0149\dots }=7.5}. El logaritmo natural de {\displaystyle e} es {\displaystyle 1} pues {\displaystyle e^{1}=e}, mientras que el logaritmo natural de {\displaystyle 1} es {\displaystyle 0} pues {\displaystyle e^{0}=1}.
Desde el punto de vista analítico, el logaritmo natural puede definirse para cualquier número real positivo {\displaystyle a>0} como el área bajo la curva {\displaystyle y=1/x} entre las rectas {\displaystyle x=1} y {\displaystyle x=a}. La sencillez de esta definición es la que justifica la denominación de «natural» para el logaritmo con esta base concreta. Esta definición puede extenderse a los números complejos. 
El logaritmo natural es una función real con dominio de definición los números reales positivos:
{\displaystyle {\text{ln}}:\mathbb {R} ^{+}\to \mathbb {R} }
y corresponde a la función inversa de la función exponencial natural:
{\displaystyle e^{{\text{ln}}\,x}=x{\text{, para todo }}x>0}
{\displaystyle {\text{ln}}(e^{x})=x\!}
La función inversa del logaritmo natural es la función exponencial.

## Historia
La primera mención del logaritmo natural fue dada por Nikolaus Mercator en su trabajo Logarithmotechnia publicado en 1668, a pesar de que el profesor de matemáticas John Speidell que ya lo había hecho en 1619 recopilando una tabla sobre valores del logaritmo natural. Fue llamado formalmente como logaritmo hiperbólico, puesto que sus valores correspondían con los del área hallada bajo la hipérbola. A veces también se refiere al logaritmo neperiano, a pesar de que el significado original de este término es ligeramente diferente.

## Origen del términologaritmo natural
Inicialmente, y desde que el sistema decimal se convirtió en el sistema de numeración más común, podría parecer que la base 10 fuese más «natural» que la base e. Pero matemáticamente, el número 10 no es particularmente significativo. Su uso cultural —como base numérica para muchas sociedades— probablemente surge del típico número de dedos humanos. Otras culturas basaron sus sistemas de numeración eligiendo diversas bases como 5, 8, 12, 20, y 60.
loge es el logaritmo «natural» porque automáticamente surge, y aparece más comúnmente, en matemáticas. Por ejemplo, consideremos el problema de derivar una función logarítmica:
{\displaystyle {\frac {d}{dx}}\log _{b}(x)={\frac {d}{dx}}\left({\frac {1}{\ln(b)}}\ln {x}\right)={\frac {1}{\ln(b)}}{\frac {d}{dx}}\ln {x}={\frac {1}{x\ln(b)}}}
Si la base {\displaystyle b} es igual a {\displaystyle e}, entonces la derivada es simplemente {\displaystyle 1/x}, y en {\displaystyle x=1} esta derivada es igual a 1. Otra razón por la cual el logaritmo de base -e- es el más natural es que puede ser definido muy fácilmente en términos de una integral o por series de Taylor y esto no sería tan sencillo si el logaritmo fuera de otra base. 
Sentidos adicionales de esta naturalidad no hacen uso del cálculo. Como ejemplo, tenemos un número de series simples relacionadas con el logaritmo natural. Además de que Pietro Mengoli y Nicholas Mercator lo llamaron logarithmus naturalis unas décadas antes de que Newton y Leibniz desarrollaran el cálculo.

## Definición

normalmente se representa como el área bajo la curva entre las rectas hasta. Si, el área de hasta se toma como negativa.

El logaritmo natural puede ser definido de distintas formas, todas equivalentes. El logaritmo natural {\displaystyle \ln(x)} para valores {\displaystyle x>0} puede ser definido como el área bajo la gráfica de {\displaystyle f(t)=1/t} entre las rectas {\displaystyle t=1} y {\displaystyle t=x}, esta es la integral
{\displaystyle \ln(x):=\int _{1}^{x}{\frac {dt}{t}}\,}
Si {\displaystyle x<1} entonces esta área es negativa.
El número {\displaystyle e} puede ser definido como el único número real {\displaystyle x} para el cual {\displaystyle \ln(x)=1}.

## Propiedades
Mediante la definición logaritmo pueden demostrarse las siguientes propiedades:
Para {\displaystyle x,y>0} entonces 
{\displaystyle \ln(xy)=\ln(x)+\ln(y)}
Por definición
{\displaystyle \ln(xy)=\int _{1}^{xy}{\frac {dt}{t}}}
esta integral puede descomponer como
{\displaystyle \ln(xy)=\int _{1}^{x}{\frac {dt}{t}}+\int _{x}^{xy}{\frac {dt}{t}}}
Realizando el cambio de variable {\displaystyle s=t/x} en la segunda integral se obtiene:
{\displaystyle {\begin{aligned}\ln(xy)&=\int _{1}^{x}{\frac {dt}{t}}+\int _{1}^{y}{\frac {ds}{s}}\\&=\ln(x)+\ln(y)\end{aligned}}}
Para {\displaystyle x>0} y {\displaystyle n\in \mathbb {N} } puede demostrarse por inducción que
{\displaystyle \ln(x^{n})=n\ln(x)}
Si {\displaystyle x,y>0} entonces 
{\displaystyle \ln \left({\frac {x}{y}}\right)=\ln(x)-\ln(y)}
como 
{\displaystyle {\begin{aligned}\ln(x)&=\ln \left({\frac {x}{y}}\cdot y\right)\\&=\ln \left({\frac {x}{y}}\right)+\ln(y)\end{aligned}}}
entonces se sigue que 
{\displaystyle \ln \left({\frac {x}{y}}\right)=\ln(x)-\ln(y)}

### Otras propiedades
Aparte de las propiedades generales, se destacan las siguientes:
1. {\displaystyle \ln(1)=0\,}.
2. {\displaystyle \ln(e)=1}.
3. {\displaystyle \ln(x)<\ln(y)} para {\displaystyle 0<x<y}.
4. {\displaystyle {\frac {h}{1+h}}\leq \ln(1+h)\leq h} para {\displaystyle h>-1}.
5. {\displaystyle \lim _{x\to 0}{\frac {\ln(1+x)}{x}}=1.\,}
6. {\displaystyle \lim _{\varphi \to 0}{\frac {x^{\varphi }-1}{\varphi }}=\ln(x)} para {\displaystyle x>0}.
7. {\displaystyle \ln(1+x^{\varphi })\leq \varphi x} para {\displaystyle x\geq 0} y {\displaystyle \varphi \geq 1}.

## Derivada

Los polinomios de Taylor para únicamente proporcionan aproximaciones precisas en el rango. Nótese que para, los polinomios de Taylor de mayor grado son pésimas aproximaciones.

La derivada del logaritmo natural viene dada por
{\displaystyle {\frac {d}{dx}}\ln(x)={\frac {1}{x}}.\,}
Si el logaritmo natural está definido como
{\displaystyle \ln(x)=\int _{1}^{x}{\frac {dt}{t}}\,}
entonces la derivada de {\displaystyle \ln(x)} se sigue como consecuencia del primer Teorema Fundamental del Cálculo.
Si el logaritmo natural está definido como la inversa de la función exponencial entonces la derivada (para {\displaystyle x>0}) puede calcularse utilizando las propiedades de los logaritmos y por una definición de la función exponencial. 
Por definición
{\displaystyle e:=\lim _{u\to 0}(1+u)^{1/u}}
considerando {\displaystyle u=hx\Leftrightarrow h=u/x} entonces
{\displaystyle e^{x}=\lim _{u\to 0}(1+u)^{x/u}=\lim _{h\to 0}(1+hx)^{1/h}}
entonces la derivada puede hallarse por definición
{\displaystyle {\begin{aligned}{\frac {d}{dx}}\ln(x)&=\lim _{h\to 0}{\frac {\ln(x+h)-\ln(x)}{h}}\\&=\lim _{h\to 0}\left[{\frac {1}{h}}\ln \left({\frac {x+h}{x}}\right)\right]\\&=\lim _{h\to 0}\left[\ln \left(1+{\frac {h}{x}}\right)^{\frac {1}{h}}\right]\\&=\ln \left[\lim _{h\to 0}\left(1+{\frac {h}{x}}\right)^{\frac {1}{h}}\right]\\&=\ln e^{1/x}\\&={\frac {1}{x}}\end{aligned}}}

## Series
Si {\displaystyle |x-1|\leq 1} y {\displaystyle x\neq 0} entonces
{\displaystyle {\begin{aligned}\ln(x)&=\int _{1}^{x}{\frac {1}{t}}\;dt\\&=\int _{0}^{x-1}{\frac {du}{1+u}}\\&=\int _{0}^{x-1}{\frac {1}{1-(-u)}}\;du\\&=\int _{0}^{x-1}\sum _{k=0}^{\infty }(-u)^{k}du\\&=\int _{0}^{x-1}\sum _{k=0}^{\infty }(-1)^{k}u^{k}du\\&=\sum _{k=0}^{\infty }(-1)^{k}\int _{0}^{x-1}u^{k}du\\&=\sum _{k=0}^{\infty }(-1)^{k}\left.{\frac {u^{k+1}}{k+1}}\right|_{0}^{x-1}\\&=\sum _{k=0}^{\infty }(-1)^{k}{\frac {(x-1)^{k+1}}{k+1}}\\&=\sum _{k=1}^{\infty }{\frac {(-1)^{k-1}(x-1)^{k}}{k}}\\&=(x-1)-{\frac {(x-1)^{2}}{2}}+{\frac {(x-1)^{3}}{3}}-{\frac {(x-1)^{4}}{4}}+\cdots \end{aligned}}}
que corresponde a la serie de Taylor de {\displaystyle \ln(x)} alrededor de {\displaystyle 1}.
Haciendo un cambio de variable se obtiene 
{\displaystyle {\begin{aligned}\ln(1+x)&=\sum _{k=1}^{\infty }{\frac {(-1)^{k-1}}{k}}\;x^{k}\\&=x-{\frac {x^{2}}{2}}+{\frac {x^{3}}{3}}-\cdots \end{aligned}}}
para {\displaystyle |x|\leq 1} y {\displaystyle x\neq 1}, a esta serie se le conoce como serie de Mercator.
Utilizando la identidad funcional
{\displaystyle \ln x=\operatorname {artanh} \,\left({\frac {x^{2}-1}{x^{2}+1}}\right){\text{ para }}x>0}
y sustituyendo {\displaystyle {\frac {x^{2}-1}{x^{2}+1}}} en la serie de Taylor del arcotangente hiperbólico se obtiene la siguiente serie, cuya convergencia es más rápida que la anterior y es válida para valores positivos de x:
{\displaystyle \ln x=\sum _{n=0}^{\infty }{\frac {1}{2n+1}}\left({\frac {x^{2}-1}{x^{2}+1}}\right)^{2n+1}{\text{ para }}x>0}
Aplicando una trasformación binomial a la serie de Taylor se obtiene esta segunda serie, válida para valores x con valor absoluto mayor que 1:
{\displaystyle \ln {x \over {x-1}}=\sum _{n=1}^{\infty }{1 \over {nx^{n}}}={1 \over x}+{1 \over {2x^{2}}}+{1 \over {3x^{3}}}+\cdots }
Nótese que {\displaystyle x \over {x-1}} es su propia función inversa, con lo que para obtener el logaritmo natural de un cierto número y es suficiente con sustituir {\displaystyle y \over {y-1}} en el lugar de x.

## Logaritmo natural en integración
El logaritmo natural permite la integración sencilla de funciones de la forma {\displaystyle g(x)=f'(x)/f(x)}: una primitiva {\displaystyle g(x)} viene dada por {\displaystyle \ln |f(x)|}. Esto es debido a la regla de la cadena y también a lo siguiente:
{\displaystyle \ {d \over dx}\left(\ln x\right)={1 \over x}.}
En otras palabras,
{\displaystyle \int {1 \over x}dx=\ln x+C}
También se puede ver de esta manera,
{\displaystyle \int {{\frac {f'(x)}{f(x)}}\,dx}=\ln f(x)+C.}
Un error muy común es escribir {\displaystyle \ln \left|f(x)\right|+C}, sin embargo eso incorrecto y contradice la propia definición de {\displaystyle \ln x.}

### Ejemplo
Considere {\displaystyle g(x)=\tan(x)}
{\displaystyle {\begin{aligned}\int \tan(x)\,dx&=\int {\frac {\operatorname {sen}(x)}{\cos(x)}}\,dx\\&=\int {\frac {-{d \over dx}\cos(x)}{\cos(x)}}\,dx\end{aligned}}}
Tomando {\displaystyle f(x)=\cos(x)} y {\displaystyle f'(x)=-\operatorname {sen}(x)} se tiene que
{\displaystyle {\begin{aligned}\int \tan(x)\,dx&=-\ln {\cos(x)}+C\\&=\ln \sec(x)+C\end{aligned}}}
donde {\displaystyle C\in \mathbb {R} } es una constante arbitraria de integración.

### Integración por partes
El logaritmo natural puede ser integrado utilizando el método de integración por partes, esto es utilizando la fórmula
{\displaystyle \int udv=uv-\int vdu}
Si consideramos
{\displaystyle {\begin{aligned}u&=\ln(x)&dv&=dx\\du&={\frac {dx}{x}}&v&=x\end{aligned}}}
entonces
{\displaystyle {\begin{aligned}\int \ln(x)\,dx&=x\ln(x)-\int {\frac {x}{x}}dx\\&=x\ln(x)-\int dx\\&=x\ln(x)-x+C\end{aligned}}}

## Valor numérico
Para {\displaystyle \ln(x)} donde {\displaystyle x>1}, cuanto más cercano sea el valor de  x  a 1, más rápido será el ritmo de convergencia hacia el valor del logaritmo. Las propiedades asociadas con el logaritmo se pueden utilizar para acelerar la obtención del valor del logaritmo:
{\displaystyle {\begin{aligned}\ln 7890.12345&=\ln(7.89012345\cdot 10^{3})\\&=\ln 7.89012345+\ln(10^{3})\\&=\ln 7.89012345+3\ln 10\\&\approx \ln 7.89012345+3\cdot 2.3025851.\end{aligned}}}
{\displaystyle {\begin{aligned}\ln 123.456&=\ln(1.23456\cdot 10^{2})\\&=\ln 1.23456+\ln(10^{2})\\&=\ln 1.23456+2\ln 10\\&\approx \ln 1.23456+2\cdot 2.3025851.\end{aligned}}}
Históricamente, estas técnicas se utilizaron antes del uso de las calculadoras y ordenadores, incluso se hacía uso de tablas numéricas, y se realizaban artificios aritméticos como los observados arriba.

### Logaritmo natural de 10
El logaritmo natural del número 10, que tiene el desarrollo numerico decimal de 2.30258509 ..., interviene de manera muy importante, por ejemplo, en el cálculo de logaritmos naturales de números representados en notación científica, números muy grandes o números muy pequeños.
El número, de acuerdo a propiedades de los logaritmos, es convertido al logaritmo de un producto con un factor de multiplicación igual a un número en el rango real de: {\displaystyle 1<x<10}, y otro factor igual a una potencia de 10:
{\displaystyle \ln(a\cdot 10^{n})=\ln a+n\ln 10.}
Esto significa que se puede calcular efectivamente los logaritmos de números con magnitudes muy grande o muy pequeña, usando los logaritmos de un conjunto relativamente pequeño de decimales en el rango: {\displaystyle 1<x<10}.

## Fracciones continuas
Si bien no hay fracciones continuas simples, están disponibles varias fracciones continuas generalizadas, entre las cuales incluyen:
{\displaystyle \ln(1+x)={\frac {x^{1}}{1}}-{\frac {x^{2}}{2}}+{\frac {x^{3}}{3}}-{\frac {x^{4}}{4}}+{\frac {x^{5}}{5}}-\cdots ={\cfrac {x}{1-0x+{\cfrac {1^{2}x}{2-1x+{\cfrac {2^{2}x}{3-2x+{\cfrac {3^{2}x}{4-3x+{\cfrac {4^{2}x}{5-4x+\ddots }}}}}}}}}}}
{\displaystyle \ln \left(1+{\frac {2x}{y}}\right)={\cfrac {2x}{y+{\cfrac {x}{1+{\cfrac {x}{3y+{\cfrac {2x}{1+{\cfrac {2x}{5y+{\cfrac {3x}{1+\ddots }}}}}}}}}}}}={\cfrac {2x}{y+x-{\cfrac {(1x)^{2}}{3(y+x)-{\cfrac {(2x)^{2}}{5(y+x)-{\cfrac {(3x)^{2}}{7(y+x)-\ddots }}}}}}}}}